# Cappella di Villa Maria Santissima Assunta
Cappella di Villa Maria Santissima Assunta é uma capela localizada na Via Aurelia Antica, 284, no quartiere Aurelio de Roma. É dedicada à Virgem Maria no seu aspecto da Assunção.

## História
As "Irmãs Oblatas do Sagrado Coração"(em italiano:  Suore Oblate del Sacro Cuore di Gesù) foram fundadas em Grottaferrata por Teresa Casini em 1894 para interceder junto ao Sagrado Coração por vocações sacerdotais e pela santidade dos padres; e também para oferecer orações aos padres em seu ministério. A fundadora, porém, foi convencida a incluir no carisma da ordem a educação de jovens para que se tornem boas mães de sacerdotes. Para este fim, elas fundaram sua primeira escola em 1910.
A congregação recebeu aprovação papal em 1947 e, em seguida, sua cúria-geral foi transferida para um grande novo convento em Roma, Sacro Cuore di Gesù delle Suore Oblate del Sacro Cuore. Além disto, as oblatas também adquiriram uma villa na Via Aurelia e criaram ali um hotel para sacerdotes visitando Roma (em italiano:  casa di accoglienza).

## Descrição

### Exterior
A villa suburbana original comprada pelas oblatas era um edifício de neobarroco de grande qualidade logo ao norte da Villa Doria Pamphilj característico por sua torre baixa. As irmãs encomendaram a construção de um bloco moderno de quatro andares do lado oposto a ele e mais uma capela encostada na torre.
A capela tem uma planta octogonal irregular cujo componente principal é um hexágono esticado ao longo de seu eixo maior e com as pareddes da frente e do fundo encurtadas. A parede da entrada tem a forma de uma abside rasa de três lados, o que acrescenta mais dois lados ao hexágono.
A estrutura é uma moldura de concreto preenchida de tijolos. Na frente da entrada está um longo lance de escadas, o que sugere a existência de uma cripta. O teto é plano com um parapeito.
A parede esquerda do fundo está encostada no convento e as outras três paredes laterais tem, cada uma, uma fileira de quatro janelas hexagonais ligeiramente esticadas horizontalmente imitando a planta da capela.
A fachada é simples e de tijolos. A entrada única tem uma moldura branca e a porta de vidra tem a mesma forma do hexágono esticado. Sobre ela está uma janela no mesmo formato. No parapeito da fachada está um dossel flutuante cinza com um vazio central triangular flanqueado por outros dois menores de mesmo formato.

### Interior
O interior é um espaço único, todo branco. O teto plano, suportando o piso do segundo andar, tem vigas tranversais de concreto de ambos os lados de uma viga principal longitudinal com bordas laterais ligeiramente curvadas para fora. As janelas laterais hexagonais ostentam belos vitrais coloridos com imagens baseadas em símbolos cristãos, exceto na entrada e na janela da fachada, ambos em vidro azul e amarelo claros.
O altar fica numa plataforma elevada no fundo do salão. Atrás dele está um espaço reservado para o Santíssimo Sacramento, criado por duas divisórias se encontrando num ângulo obtuso voltado para dentro e com um pórtico de topo triangular recortado nelas. A parede do fundo acima do sacrário está decorada por um afresco de um "Calvário" em estilo realista.